# 권영진 (공예가)
권영진(1959년 ~ )은 대한민국의 나전 칠기 공예가이다. 옻칠로 알려진 강원도 원주 봉산마을에서 태어났다. 1970년 말부터 답십리공예촌에서 나전과 옻칠 공예가로 일하였다. 중요무형문화재 제113호인 정수화를 1970년대 초 만나 업무적 관계를 유지하다가 1989년에 사제지간이 되었다. 2001년 제36회 경기도기능경기대회에 참가 나전칠기부문 금메달을 획득하면서 이름이 알려졌다. 2010년 칠기 명장이 됐다. 딸 권미정도 아버지를 따라 칠기 공예가의 길을 걷고 있다.

## 경력
- 제36회 전국기능경기대회 은메달(2001)
- 문화재 수리기능인 자격 취득 (2765호 칠공. 2001)
- 제5회 경기도 우수관광 기념품 공모전 대상(2004)
- 제22회 대한민국 신미술 대전 특선(2004)
- 제10회 전국 온고을 전통공예대전 대상(문화관광부장관상. 2005)
- 조계사 대웅전 서울유형문화재 제127호 불단, 서울유형문화재 126호 본존불(2006~7)
- 천주교 명동 대성당 사적 제258호 옻칠 복원 작업(2007~8)